# Hogna bergsoei
Hogna bergsoei är en spindelart som först beskrevs av Tord Tamerlan Teodor Thorell 1875.  Hogna bergsoei ingår i släktet Hogna och familjen vargspindlar. Inga underarter finns listade i Catalogue of Life.